# Phường 14, Quận 11
Phường 14 là một phường thuộc Quận 11, Thành phố Hồ Chí Minh, Việt Nam.
Phường 14 có diện tích 0,31 km², dân số năm 2021 là 15.435 người,  mật độ dân số đạt 49.790 người/km².